# Црква Рођења пресвете Богородице у Кнежеву
Црква Рођења пресвете Богородице у Кнежеву је храм Српске православне цркве који припада Епархији бањалучкој. Храм је грађен у периоду од 1934. до 1937. године на месту дрвене цркве изграђене 1913. године. Током Другог светског рата црква је била јако оштећена, али је добротворним прилозима у потпуности обновљена.